# D-二聚体

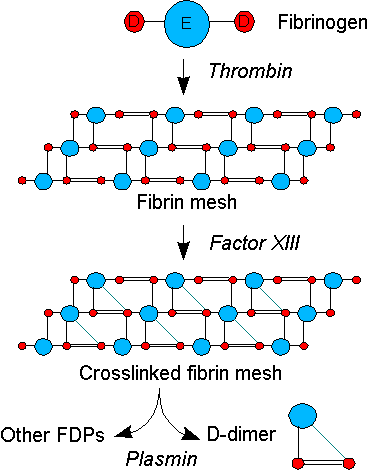
D-二聚体的形成

D-二聚体（D-dimer）是纤维蛋白单体经活化因子ⅩⅢ交联后，形成交联纤维蛋白（cross-linked fibrin），再经纤溶酶水解所产生的一种特异性降解产物。D-二聚体属于一种纤维蛋白降解产物（fibrin degradation products，FDPs），在血液疾病、弥散性血管内凝血、COVID-19感染相关的凝血障碍中的一种生物标记。它是含有纤维蛋白的两个D片段，通过交联连接，从而形成的蛋白质二聚体。凝血发生后，交联纤维蛋白形成和降解的D-二聚体被激活，因此D-二聚体被作为反映体内血浆高凝状态及纤溶系统激活的重要分子标志物。
D-二聚体浓度可以通过血液检查确定，以帮助诊断血栓。自20世纪90年代推出以来，它已成为对疑似血栓性疾病（如静脉血栓栓塞）患者的一项重要测试。虽阴性结果排除了血栓形成，但阳性结果尽管可以表明血栓形成，但不能排除其他潜在原因。因此，其主要用途是排除可能性较低的血栓栓塞性疾病。
D-二聚体水平被用作血液疾病弥散性血管内凝血以及与COVID-19 感染相关的凝血障碍的预测生物标志物。蛋白质增加四倍是COVID-19住院患者预后不良的指标。
D 二聚体是纤维蛋白原经凝血酶、活化的因子作用下聚合、交联，再经纤溶酶降解后形成的一种可溶性纤维蛋白降解产物。D-二聚体在多种疾病临床诊断和病情监测中应用广泛，如静脉血栓栓塞症（VTE）的诊断、弥漫性血管内凝血（DIC）的预后判断、心脑血管疾病和恶性肿瘤的辅助诊断等。常用的D-二聚体检测方法有酶联免疫吸附法、免疫比浊法与胶体金法。

## 原理
凝血级联的蛋白质通过与受损的血管壁接触并暴露于组织空间中的胶原蛋白（内在途径）或通过激活因子VII等组织激活因子（外在途径），激活了血凝块或血栓形成。这两种途径都会导致凝血酶的产生，凝血酶是一种将可溶性血液蛋白纤维蛋白原转化为纤维蛋白的酶，纤维蛋白聚集成原纤维。另一种凝血酶生成的酶，因子 XIII，在D片段位点交联纤维蛋白原纤维，形成不溶性凝胶，作为血凝块形成的支架。
循环酶纤溶酶是纤维蛋白溶解的主要酶，可在多个位置裂解纤维蛋白凝胶。所得片段“高分子量聚合物”被纤溶酶消化数倍，产生中间体，然后产生小聚合物（纤维蛋白降解产物或 FDP）。然而，两个 D 片段之间的交联保持完整，并且当纤维蛋白片段被充分消化时，这些交联会暴露在表面上。D-二聚体的结构是原始纤维蛋白原分子的两个 D 结构域的180 kDa 或 195 kDa 的D-二聚体在血液中的半衰期约为6至8小时。
D-二聚体通常不存在于人血浆中，除非凝血系统被激活，例如，由于存在血栓或弥散性血管内凝血。D-二聚体测定取决于单克隆抗体与D-二聚体片段上特定表位的结合。市面上有多种检测试剂盒可供购买；它们都依赖于不同的抗 D-二聚体单克隆抗体。对于其中一些，抗体结合的 D-二聚体区域是已知的。然后通过多种实验室方法之一定量测量抗体的结合。